# Johnnie Bamont
Johnnie Lee Bamont (* 1951 in San Francisco) ist ein US-amerikanischer Musiker und gehört seit 1998 zum Bläsersatz der Band Huey Lewis & The News. Sein Hauptinstrument ist das Saxophon, er spielt jedoch auch Flöte.

## Biografie
Bamont erlangte seinen Abschluss (Bachelor of Music) an der San Francisco State University. Er spielte unter anderem auf Tourneen und Konzerten von Boz Scaggs, The Temptations, Frankie Valli, Larry Carlton, Donna Summer, The Four Tops und Sly & the Family Stone. Zu seinen Arbeiten als Sessionmusiker zählen Aufnahmen mit Taylor Hicks, Diane Schuur, Elvin Bishop und  Tony! Toni! Toné!. Mit  Tony! Toni! Toné! nahm er 1996 das Album House of Music auf, an dem auch Marvin McFadden beteiligt war, der bereits Mitglied von Huey Lewis & the News war. Bamonts erste Aufnahme mit der Band war 2010 das Album Soulsville.
Laut Al Schmitt, einem US-amerikanischen Toningenieur, der zwischen 1962 und 2013 bereits 21 Mal mit einem Grammy ausgezeichnet wurde, besitzt Johnnie Bamont „den besten Bariton-Saxofon-Ton, den ich jemals aufgenommen habe.“

## Diskografie (Auszug)
mit Tony! Toni! Toné!
- House of Music (1996)

mit Taylor Hicks
- Taylor Hicks (2006)

mit Diane Schuur
- The Very Best of Diane Schuur (1996)
- Rediscovery on GRP (2004)

mit Elvin Bishop
- Don’t Let the Bossman Get You Down! (1991)
- She Puts Me In the Mood (2012)

mit Huey Lewis & the News
- Soulsville (2010)